# Mouvement Regionaliste d'Alsace et Lorraine
Mouvement Regionaliste d'Alsace et Lorraine (MRAL) fou un grup polític nacionalista alsacià, creat el 1968 però que no es va constituir com a partit fins al 15 de novembre de 1970 pel doctor Marcel Iffrig, Ferdinand Moschenross, Bernard Wittmann i Robert Joachim. Pretenia construir una regió alsaciana integrada alhora en una França federal i en una Europa federal, amb la cooficialitat de la forma alsaciana de l'alemany juntament amb el francès, però només obtindria el suport d'alguns nuclis petit burgesos del Nordgau.
Va obtenir un cert protagonisme a nivell local a les eleccions cantonals de 1970 al cantons de Lauterbourg, on Marcel Iffrig hi va obtenir un 31% dels vots, i Strasbourg-4 on Ferdinand Moschenross va obtenir el 13%. Durant la campanya organitzà manifestacions on brandaven la Rot un Wiss i exhibien cartells en alsacià i en alemany. El 1971 va aplegar gairebé 12.000 persones en una manifestació al Palais des Fêtes d'Estrasburg.
A les cantonals de 1973 Moschenross fou novament candidat a Strasbourg-7, on no va passar a segona volta malgrat obtenir més del 10% dels vots. El 1975 el MRAL es transformà en Elsass-Lothringen-Front Autonomiste de Liberation (EL-FAL).